# Benjamín Száraz
Benjamín Száraz (sinh 9 tháng 3 năm 1998) là một cầu thủ bóng đá Slovakia thi đấu cho FC DAC 1904 Dunajská Streda ở vị trí thủ môn.

## Sự nghiệp

### FC DAC 1904 Dunajská Streda
Száraz ra mắt chuyên nghiệp cho FC DAC 1904 Dunajská Streda trước MFK Ružomberok ngày 27 tháng 5 năm 2017.